# Aïn Jemaa (kommun)
Ain Jemaa (franska: Ain Jemaa (CR), Ain Jemaa (Commune Rurale), arabiska: تولال (البلدية)) är en kommun i Marocko.   Den ligger i prefekturen Meknès och regionen Fès-Meknès, i den nordöstra delen av landet, 100 km öster om huvudstaden Rabat. Antalet invånare är 8 732.